# Regionaler Sportkomplex Brest
Der Regionale Sportkomplex Brest (belarussisch Абласны Спартыўны Комплекс Брэсцкі; russisch Областной Спортивный Комплекс Брестский), oft kurz als OSK Brestskiy bezeichnet, ist ein Sportkomplex in der belarussischen Stadt Brest. Teil der Anlage ist das Stadyen DASK Brestski, ein Mehrzweckstadion mit Kunstrasenplatz und Leichtathletikanlagen. Überwiegend wird es für Fußballspiele genutzt. Der FK Dinamo Brest trägt hier seine Heimspiele aus. Im Stadion finden 10.169 Zuschauer Platz.
Die 1937 errichtete Anlage hieß seit 1939 Spartak-Stadion, 1972 erfolgte die Umbenennung in Dynamo-Stadion und ging in den Besitz des FK Dinamo Brest über. Größere Umbauarbeiten erfolgten 1996–1999. Anschließend wurde Regionaler Sportkomplex Brest als Name gewählt. – Das heutige Dinamo-Stadion wurde 1989 errichtet und hieß bis 2004 Stroitel-Stadion. Dort tritt derzeit die zweite Mannschaft des FK Dinamo Brest an.

## Internationale Begegnungen
Das OSK Brestskiy ist eines der wenigen Stadien in Belarus, in dem Gruppen- und Play-off-Spiele europäischer Fußballwettbewerbe ausgetragen werden dürfen.